# Izimarino
Izimarino (ros. Изимарино) – wieś (dieriewnia) w Rosji, w Baszkortostanie, w rejonie miszkińskim. W 2010 liczyła 312 mieszkańców.